# 越谷陸軍飛行場
越谷陸軍飛行場（こしがやりくぐんひこうじょう）は、かつて埼玉県南埼玉郡新和村および荻島村（現:さいたま市・越谷市）にまたがり存在した大日本帝国陸軍の軍用飛行場。

## 概要
太平洋戦争末期に急造された。現在はしらこばと水上公園などがある。正式名称は設定されなかったため、新和飛行場（にいわひこうじょう）、荻島飛行場（おぎしまひこうじょう）、論田飛行場（ろんでんひこうじょう）などとも呼ばれた。飛行場の建設は1944年（昭和19年）7月に開始され、同年9月20日に竣工予定であったが悪天候などにより工期が延び、1945年（昭和20年）の完成となった。
戦後、1946年（昭和21年）10月に新和村で組織された農民組合により、農地を奪われた新和飛行場跡地の返還運動が組合を通して働きかけられていた。これにより幾分かの土地は新和村などに返還されたが、多くは戦災者や引揚者を主とした入植開墾地として開放された。

## 沿革
- 1944年（昭和19年）
  - 7月 - 飛行場建設が開始され、勤労報国隊による工事が行われる
  - 9月20日 - 竣工予定が延期
- 1945年（昭和20年） - 竣工
  - 8月15日 - 終戦
- 1946年（昭和21年）10月 - 新和村において農地の返還運動が行われる

## 所在地
- 埼玉県さいたま市岩槻区大字末田・大字高曽根・大字野孫
- 埼玉県越谷市大字小曽川・大字南荻島・大字砂原

## 周辺
- 新和地区
- 国道463号越谷浦和バイパス
- 第二末田落
- 末田落
- 新堀池